# Eiksundbrug
De Eiksundbrug is een brug in de fylke Møre og Romsdal in Noorwegen. De brug verbindt samen met de Eiksundtunnel de gemeenten Ulstein en Hareid op het eiland Hareidlandet met het vasteland. De brug werd gebouwd in 2005. Pas na de opening van de tunnel, in 2008 kreeg de brug echt een verkeersfunctie. 
De brug verbindt Hareidlandet met het eilandje Eika. Vrijwel direct na de brug ligt de noordelijke ingang van de tunnel. Sinds het gereedkomen van de brug wordt er veelvuldig geklaagd dat de brug eigenlijk te smal is en daardoor gevaarlijk. Anders dan in de tunnel hebben er op de brug echter nog geen ernstige ongevallen plaatsgevonden.